# Petre Negru
Petre Negru (n. 13 august 1939) este un fost senator român în legislatura 1990-1992, ales în județul Vâlcea pe listele partidului FSN. În cadrul activității sale parlamentare, Petre Negru a fost membru în grupurile parlamentare de prietenie cu Republica Italiană, Republica Venezuela și Republica Federală Germania.